# Drag queer

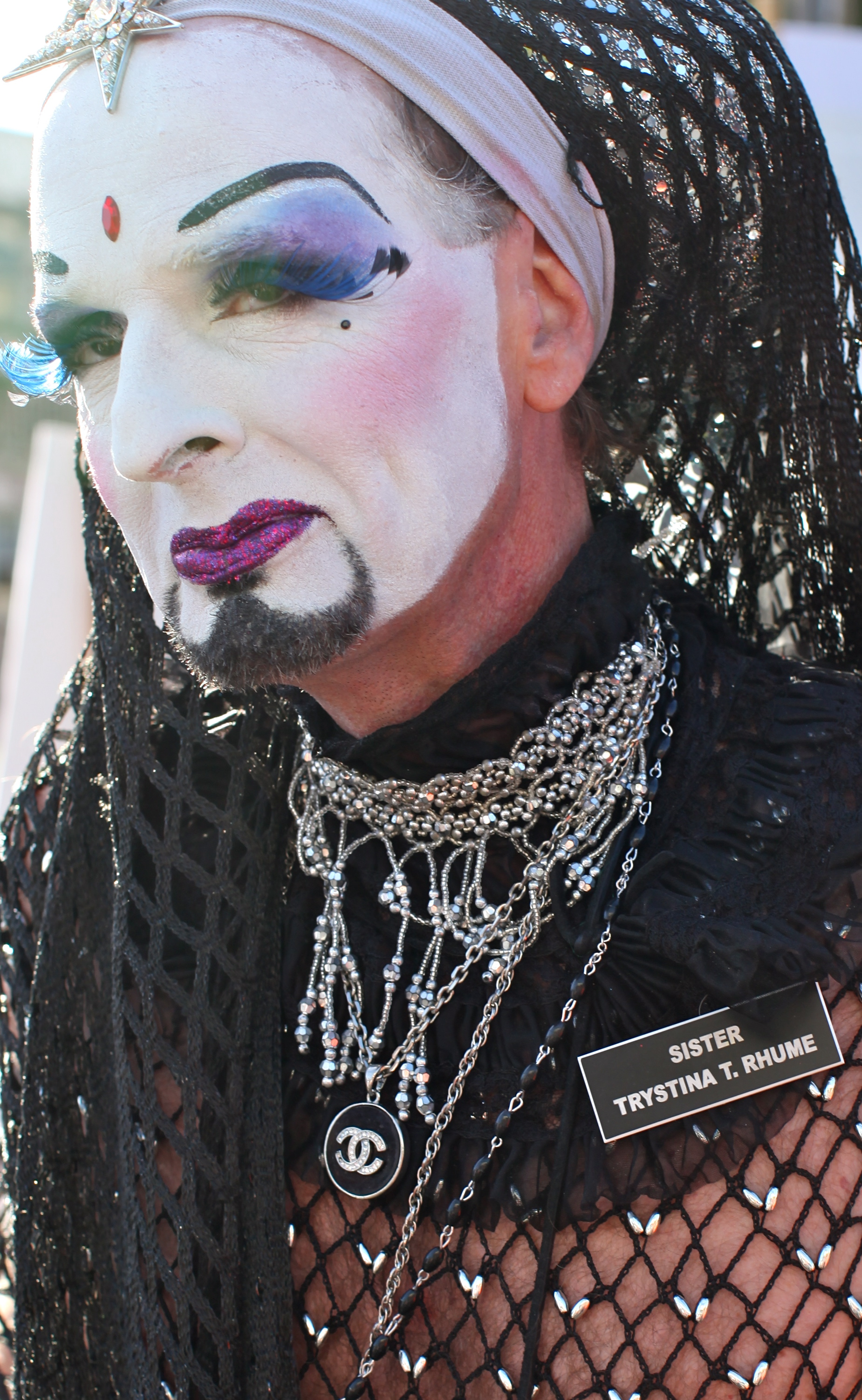
"Sister Trystina T. Rhume" do grupo genderfuck en (Sisters of Perpetual Indulgence). Foto de São Francisco

Drag queer é uma vertente da arte drag que performa uma estética não-binária, neutra ou andrógina, em contraposição à feminilidade das drag queens e a masculinidade dos drag kings.

## Características
Além da caracterização, a performance deixa de ser considerada uma atuação fictícia para ser usada como forma de expressão de questões pessoais. Nela, a inteira liberdade para transmitir sentimentos, conflitos e desejos não tem qualquer relação ou preocupação com técnica e coreografia. E a junção desses dois elementos pode ser capaz de modificar os parâmetros de beleza de quem assiste. Uma das marcas do drag queering é a exoticidade dos figurinos e a aura de mistério nas performances.
O termo é uma junção de “drag” (palavra que designa arte transformista na qual alguém cria uma persona com estereótipos estéticos de gênero exagerados) e “queer” (em inglês:  “estranho”, “peculiar”, “excêntrico”), que é usado para se referir a pessoas LGBT, especialmente as que quebram os padrões de gênero.
Além disso, drag queer pode ser usada como referência a uma vertente abrangente que mistura versatilidade de estilos, como o do cosplay, palhaçaria ou cultura furry de criaturas antropomórficas. Aspectos podem ser explorados em diversas culturas, entrelaçando fluidez de gênero. Em subculturas de cosplay, essa vertente é especificamente denominada de crossplay, fazendo referência ao crossdressing, podendo haver elementos de arte drag.